# KC-97 Stratotanker
KC-97 Stratotanker (în engleză Boeing KC-97 Stratofreighter) este un avion-cisternă, produs de compania americană Boeing, în principal pentru alimentarea în zbor a avioanelor de luptă. Poate fi folosit pentru și pentru alimentarea avioanelor civile sau a altor tipuri de aeronave.